# Бригеј ле Шантр
Бригеј ле Шантр (фр. Brigueil-le-Chantre) насеље је и општина у западној Француској у региону Поату-Шарант, у департману Вијена која припада префектури Монморијон.
По подацима из 2011. године у општини је живело 507 становника, а густина насељености је износила 9,43 становника/km². Општина се простире на површини од 53,79 km². Налази се на средњој надморској висини од 193 метара (максималној 203 m, а минималној 120 m).

## Демографија
| 1962. | 1968. | 1975. | 1982. | 1990. | 1999. | 2011. |
| ----- | ----- | ----- | ----- | ----- | ----- | ----- |
| 794   | 914   | 808   | 712   | 674   | 595   | 507   |

График промене броја становника у току последњих година